# Simulium rugglesi
Simulium rugglesi es una especie de insecto del género Simulium, familia Simuliidae, orden Diptera.
Fue descrita científicamente por Nicholson & Mickel, 1950.